# Empidadelpha sobrina
Empidadelpha sobrina är en tvåvingeart som beskrevs av Collin 1933. Empidadelpha sobrina ingår i släktet Empidadelpha och familjen dansflugor. Inga underarter finns listade i Catalogue of Life.